# يوسوكي موري
يوسوكي موري (باليابانية: 森 洋介) (25 يوليو 1985 في كاغوشيما في اليابان – )؛ هو لاعب كرة قدم ياباني سابق كان يلعب كمدافع.

## وصلات خارجية
- يوسوكي موري على موقع رابطة كرة القدم اليابانية للمحترفين (اليابانية)